# Okuny
Okuny (kaszb. Òkunë) – przysiółek wsi Kłączno w Polsce, położony w województwie pomorskim, w powiecie bytowskim, w gminie Studzienice, na Pojezierzu Bytowskim, w pobliżu jeziora Okunie. Wchodzi w skład sołectwa Kłączno.
Miejscowość położona jest w pobliżu jeziora Okunie.
Przysiółek wchodzi w skład sołectwa Kłączno.
W latach 1975–1998 przysiółek administracyjnie należał do województwa słupskiego.